# Псевдоніжкові
Псевдоніжкові (Aulacomniaceae) — родина мохів.

## Опис
Белл та ін. (2007) описує членів сім'ї:
«Морфологічні риси, спільні для цих таксонів, включають бороздчасті коробочки, листяні верхівкові листки, хвилясті, видовжено-яйцеподібні та асиметричні листки з великозубчастими краями та гладкі клітини листка».

## Класифікація
Розміщення родини зазнало значного перегляду. Родина була вперше описана Вільгельмом Філіпом Шимпером у його публікації 1860 року Synopsis Muscorum Europaeorum. Белл та ін. (2007) підняли родину до порядку Aulacomniales. Однак класифікація Goffinet et al. (2009) поміщає родину в Rhizogoniales.
Порядок представлений такими родами:
- Aulacomnium
- Mesochaete
- Hymenodontopsis